# Флаг Чувашии
Госуда́рственный флаг Чува́шской Респу́блики (Флаг Чува́шии) (чув. Чӑваш Республикин ялавӗ) — официальный государственный символ Чувашской Республики — Чувашии, как субъекта Российской Федерации — России.
Флаг утверждён 29 апреля 1992 года и внесён в Государственный геральдический регистр Российской Федерации с присвоением регистрационного номера 208. Эталон Государственного флага Чувашской Республики находится на хранении в специальном органе, образуемом Кабинетом Министров Чувашской Республики.
Указом Президента Чувашской Республики от 8 апреля 2004 года № 24 и законом Чувашской Республики от 19 апреля 2004 года № 1 был утверждён День государственных символов Чувашской Республики, который празднуется ежегодно 29 апреля.

## Использование
Государственные символы Чувашской Республики — достояние народа Чувашской Республики, его высшие святыни, охраняемые и защищаемые государством. Граждане Российской Федерации, проживающие в Чувашской Республике, должны уважать государственные символы Чувашской Республики.
25 ноября 2019 г. принят Закон Чувашской Республики от № 78 «О внесении изменения в статью 9 Закона Чувашской Республики «О государственных символах Чувашской Республики». В соответствии с ним возможно использование герба и флага Чувашской Республики (их изображений), в том числе на массовых публичных мероприятиях (спортивные соревнования, культурные мероприятия и др.), либо их использование в производстве сувенирной и иной продукции. Использование допускается только, если данные действия не являются надругательством над гербом и флагом. 

## Описание
«Государственный флаг Чувашской Республики представляет собой прямоугольное полотнище с отношением сторон 5:8, пересеченное на жёлтое (вверху) и пурпуровое (внизу) поля, с находящимися в центре флага пурпуровыми древнечувашскими эмблемами — „Древо Жизни“ и „Три Солнца“».

## Символика флага
Цвета государственного флага — жёлтый (золото) и пурпуровый (сандалово-красный) — традиционные цвета чувашского народа. Жёлтый (сара) цвет в чувашском фольклоре наделён понятием самого красивого цвета, олицетворяющего все самое прекрасное и светлое. Золото в геральдическом толковании — богатство, справедливость, милосердие, великодушие, постоянство, сила, верность. Пурпуровый цвет — один из самых распространённых у чувашей цветов, которым выполнялись основные элементы народного орнамента. Пурпур в геральдическом толковании — достоинство, могущество, мужество, сила.
Верхнее жёлтое поле, составляющее 4/5 части высоты флага, обозначает пространство под солнцем, населяемое народом Чувашской Республики. Нижнее пурпуровое поле, составляющее 1/5 часть высоты флага, обозначает Чувашскую землю.
Эмблема «Древо жизни», занимающая 3/5 части ширины флага — знак, выполненный на основе древнечувашского рунического письма, силуэт которого напоминает почитаемое чувашами дерево дуб, могучее и долговечное, стойкое в природных ненастьях. Симметричность композиции «Древа жизни» выражает стремление чувашского народа к внутренней духовной гармонии, к ладу с окружающим миром и природой. Кроме того, «Древо жизни», как единый организм, олицетворяет собой единство народов, проживающих на территории Чувашской Республики.
«Древо жизни» состоит из пяти элементов, главный из них является центром всей композиции, имеет основанием нижнее поле и заканчивается сверху двумя расходящимися под углом 90 градусов «ветвями Древа» в виде национального орнамента. Данный элемент означает коренное население Чувашской Республики — чувашей, проживающих на территории республики.
Два нижних элемента, расположенные симметрично по обеим сторонам главного элемента, имеют основанием пурпуровые полосы, отделённые от нижнего пурпурового поля и основного элемента жёлтой полосой шириной 1,5 % длины флага, и заканчиваются «ветвями» в виде национального орнамента. Данные элементы означают чувашскую диаспору — чувашей, проживающих за пределами Чувашской Республики.
Два средних элемента в виде коротких наклонных полос, не примыкающих к основному стволу «Древа» и также заканчивающихся национальным орнаментом, расположенных симметрично по обеим сторонам главного элемента под углом 45 градусов к нему между «ветвями» главного и нижнего элементов, означают население Чувашской Республики других национальностей.
Эмблема «Три солнца», состоящая из трижды повторяющегося древнего солярного знака (восьмиконечная звезда), символизирует солнечный свет, дарящий жизнь и оберегающий благополучие. Троекратное повторение звезды, осеняющей главную эмблему флага — «Древо жизни», означает чувашское народное понятие «Пулна, Пур, Пулатпар» («Были, Есть, Будем») и является его графическим выражением.

## Изображение

### Форма
В геометрической середине полотнища флага расположена композиция, занимающая 1/3 часть его длины и состоящая из эмблем «Древо жизни» и «Три солнца».
Ствол и ветви «Древа жизни» образуются из вертикальных, горизонтальных и наклонных полос, ширина которых равна 1,5 % длины флага. Общая ширина ствола «Древа жизни» составляет 6,5 % длины флага.
Средняя фигура восьмиконечной звезды располагается над «Древом жизни» в геометрической середине полотнища флага. Нижние окончания звезды опираются на «ветви Древа» в виде национального орнамента центральной части композиции «Древо жизни».
Две боковые восьмиконечные звезды располагаются слева и справа симметрично от средней звезды. Их нижние окончания опираются на «ветви Древа» в виде национального орнамента центральной и средних частей композиции «Древо жизни».
Высота и ширина каждой звезды составляет 1/5 часть высоты флага. Ширина плечиков всех звёзд составляет 2,7 % длины флага.

### Цвета
На официальном сайте нет информации по цветам, указанные ниже цвета взяты из брендбука
|         | Пурпуровый (сандалово-красный) | Жёлтый (золотой) |
| ------- | ------------------------------ | ---------------- |
| CMYK    | 8, 92, 100, 33                 | 0, 9, 100, 0     |
| Pantone | 484 CP                         | 109 CP           |
| RGB     | 162, 38, 11                    | 255, 223, 0      |
| HEX     | #A2260B                        | #FFDE00          |

## История

### 1918 год
На Общечувашском национальном съезде 20-28 июня 1917 года в городе Симбирск были приняты резолюции и пожелания депутатам будущего Учредительного собрания в Петрограде. В том числе и о будущей государственной символике: 

В целях объединения чуваш Съезд находит необходимым немедленно приступить к созданию национального флага и значка (герба) чувашского общества. Флаг с одной стороны должен быть цвета наиболее чувашами любимого в древности и более распространенного в настоящее время, с национальными рисунками и узорами. Другая сторона флага должна по цвету и рисункам выражать идею наступления эры национальной свободы для чуваш, начала культурно-национального объединения и их возрождения. Флаг должен быть по рисунку настолько прост, чтобы его могли делать и разрисовывать крестьянки-чувашки. Значок должен иметь инициалы ЧНО (Чувашское Национальное Общество). Съезд поручает Правлению Чувашского Национального Общества составить особую Комиссию из чувашских художников и лиц, хорошо знакомых с национальным духом чуваш, которой предложить, после тщательного изучения национальных вкусов и особенностей чуваш, составить проект флага и значка

17 января 1918 года на утреннем заседании съезда депутат от Чистопольского уезда Казанской губернии В. Н. Абрамов-Иревли поднял вопрос о необходимости обсуждения вопроса о принятии национального флага. Была образована специальная комиссия, которую возглавил сам председатель съезда Д. П. Петров-Юман. Обсуждалось несколько вариантов флага, и остановились на проекте, подготовленном И. С. Максимовым-Кошкинским, П. А. Федоровым и Васильевым, при разработке которого учитывались пожелания симбирского съезда. По проекту флаг состоял из полотнища двух цветов — зелёного и белого (с желтоватым оттенком) с национальными узорами. Комиссией было высказано мнение о помещении в углу зелёного цвета изображения солнца. Древко флага имело цвет дубовой древесины. И. С. Максимову-Кошкинскому было поручено составить окончательный проект флага и представить его на съезде. В документах отсутствуют изображение флага и данные о его цветовых пропорциях. 24 января 1918 года на I-м Всероссийском чувашском военном съезде после недолгого обсуждения проект был официально утверждён в качестве национального флага чувашского народа. Этот флаг использовался в качестве знамени создаваемого тогда же I-го Чувашского национального полка, только на нём дополнительно было написано красным цветом название полка.
- Предположительные варианты флага (реконструкция)

#### 1925 год
24 июня 1920 года декретом ВЦИК и СНК РСФСР из нескольких уездов Симбирской и Казанской губерний была образована Чувашская автономная область со столицей в Чебоксарах. 21 апреля 1925 года область преобразована в Чувашскую Автономную Социалистическую Советскую Республику.

### 1926 год
25 февраля 1926 года Президиумом ЦИК ЧАССР была создана комиссия по разработке герба и флага республики, объявившая республиканский конкурс на лучший проект флага. 10 декабря 1926 года комиссия постановила принять флаг Чувашии c таким описанием:

Государственный флаг Чувашской Автономной Социалистической Советской Республики состоит из красного или алого полотнища, у которого на левом верхнем углу имеется вставка белого полотна с золотыми буквами: «Ч. А. С. С. Р.», обрамлённого чувашским орнаментом. Отношение ширины флага к длине 1:2. Отношение белой вставки к красному полотнищу 1:9.
Постановлением Президиума ЦИК ЧАССР от 3 января 1927 года этот флаг был утверждён. Автором рисунка был художник и фотограф П. Е. Мартенс.

### 1927 год
На II (VII) съезде Советов республики 31 марта 1927 года была утверждена новая версия государственного флага Чувашской АССР. Аббревиатура потеряла точки, изменила цвет с золотого на красный, а перед ней были добавлены золотые серп и молот.

Флаг состоит из красного или алого полотнища, на верхнем левом углу которого обрамленное чувашским орнаментом белое полотно с красными буквами «ЧАССР», впереди коих в верхнем углу серп и молот, расположенные крест-накрест рукоятками книзу. Отношение ширины флага к длине — 1:2, а белой вставки к красному полотнищу — 1:9

### 1931 год
12 февраля 1931 года IV (IX) съезд Советов Чувашской АССР внес коррективы в изображение флага, приняв постановление «О государственном гербе и флаге Чувашской АССР». Из официальных символов государства были убраны декоративные элементы в виде чувашского национального орнамента как «не отражающие правильную национальную политику пролетарского государства» и добавлены девизы на рус. «Пролетарии, всех стран соединяйтесь!» и чув. "Пĕтĕм тĕнҭери пролеттарисем, пĕрлешĕр!".

### 1933 год
Новый флаг был принят 19 мая 1933 года в связи с тем, что чувашская письменность была русифицирована: буква «ҭ» в слове «тӗнҭӗри» была заменена на «ч», а также одна «т» в слове «пролеттарисем» была удалена.

Флаг состоит из красного или алого полотнища. В верхнем левом углу золотые серп и молот, расположенные крест-накрест рукоятками книзу. Под серпом и молотом надпись золотыми буквами «ЧАССР» и на правом верхнем углу флага надпись: «Пӗтӗм тӗнчӗри пролетарисем, пӗрлешӗр!» Отношение ширины флага к длине — 1:2

### 1937 год
По Конституции 1937 года и герб и флаг ЧАССР стали аналогичными символам РСФСР, но с добавлением названия автономии по-русски и по-чувашски. Надпись на флаге располагалась таким образом, что аббревиатура «АССР» была общей и для русского и для чувашского названия республики.
Описание герба и флага содержалось в статьях 111 и 112 главы Х Конституции ЧАССР.

Статья 112. Государственным флагом Чувашской Автономной Советской Социалистической Республики является государственный флаг РСФСР, состоящий из красного полотнища, в левом углу которого, у древка наверху, помещены золотые буквы «РСФСР» на русском и чувашском языках, с добавлением под надписью «РСФСР» буквами меньшего размера надписи «Чувашская АССР» на русском и чувашском языках

### 1940 год
В 1940 году одно слово «РСФСР» было убрано.

### 1954 год
6 мая 1954 года издан Указ Президиума ВС РСФСР «О Государственном флаге Чувашской АССР», а 16 июня 1954 года Верховным Советом был принят Закон ЧАССР «О Государственном флаге Чувашской АССР». Закон внёс изменение в статью Конституции, касающуюся описания флага. Теперь флаг повторял новый флаг РСФСР, но был дополнен названием на чувашском языке. Буквы «АССР» для надписей на чувашском и русском языке были общими. 10 февраля 1956 года было утверждено новое Положение о Государственном флаге Чувашской АССР.

Государственным флагом Чувашской Автономной Советской Социалистической Республики является Государственный флаг РСФСР, состоящий из красного полотнища со светло-синей полосой у древка во всю ширину флага. Светло-синяя полоса составляет 1/8 длины флага. В левом верхнем углу красного полотнища изображены золотые серп и молот и над ними красная пятиконечная звезда, обрамленная золотой каймой. Под изображением серпа и молота надпись золотыми буквами «Чувашская АССР» на русском и чувашском языках. Отношение ширины флага к длине 1:2.
Серп и молот вписываются в квадрат, сторона которого равна 1/4 ширины флага. Острый конец серпа приходится по середине верхней стороны квадрата, рукоятки серпа и молота упираются в нижние углы квадрата. Длина молота с рукояткой составляет 3/4 диагонали квадрата.
Пятиконечная звезда вписывается в окружность диаметром в 1/8 ширины флага, касающуюся верхней стороны квадрата.

Расстояние вертикальной оси звезды, серпа и молота от древка равняется 2/5 ширины флага. Расстояние от верхней кромки флага до центра звезды — 1/8 ширины флага".

### 1978 год
Внеочередная VIII сессия Верховного Совета ЧАССР 9-го созыва 31 мая 1978 года утвердила новую Конституцию (Основной закон) ЧАССР. Символы республики, герб и флаг, описывались соответственно в ст. 157 и 158. 
На флаге надпись стала изображаться в две строки по-русски и по-чувашски.

Статья 158. Государственным флагом Чувашской Автономной Советской Социалистической Республики является Государственный флаг РСФСР, представляющий собой красное прямоугольное полотнище со светло-синей полосой у древка во всю ширину флага, которая составляет одну восьмую длины флага. В левом верхнем углу красного полотнища изображены золотые серп и молот и над ними красная пятиконечная звезда, обрамленная золотой каймой, а под ними золотыми буквами помещается надпись «Чувашская АССР» на русском и чувашском языках. Отношение ширины флага к длине — 1:2

### 1992 год - современный вариант
С 19 октября 1990 года из названия республики удалено слово «автономная», а 24 октября установлено новое название — Чувашская Республика. В октябре 1990 года Верховный Совет Чувашии объявил о провозглашении суверенитета республики.
Вскоре был объявлен конкурс на разработку новых национальных символов, но ещё до объявления конкурса в комиссию поступило более 100 проектов.
- Проект Чебоксарского инженера А. В. Павлова
- Проект, предложенный Обществом Чувашской культуры в Эстонской Республике
- Проект, предложенный Обществом Чувашской культуры в Эстонской Республике
- Проект С. А. Синдячкина
- Проект А. В. Улангина
- Проект диаспоры закамских чуваш

После длительного отбора в апреле 1992 года были приняты герб и флаг, созданные народным художником Чувашской Республики Э. М. Юрьевым.
29 апреля 1992 года Постановлением Верховного Совета утверждено Положение о флаге Чувашской Республики. Новый флаг детально описан в статье 2 этого Положения. Тогда же внесены изменения в соответствующие статьи Конституции. Вместе с тем, отсутствие правовых норм, закрепляющих правовой статус государственных символов, организацию контроля за соблюдением законодательства в данной сфере, препятствовало полноценному использованию главных атрибутов государственности. Данное обстоятельство предопределило принятие 14 июля 1997 г. Закона Чувашской Республики «О государственных символах Чувашской Республики» — первого, и долгое время единственного в России законодательного акта в этой специфической правовой сфере.

## Штандарт Главы Чувашской Республики
Указом президента республики от 5 сентября 2000 года № 78 было утверждено «Положение о штандарте (флаге) президента Республики Чувашия». Штандарт президента является символом власти.
Законом Чувашской Республики от 13 сентября 2011 года № 46 в конституцию Чувашии были внесены изменения, согласно которым наименование высшего должностного лица и главы исполнительной власти Чувашской Республики — Президента Чувашской Республики — было изменено с 1 января 2012 года на Главу Чувашской Республики.
Штандарт Главы Чувашской Республики является:
1. официальным символом Главы Чувашской Республики;
2. исторически — духовным достоянием чувашского народа, его ценнейшей реликвией и подлежит охране;
3. символом личной ответственности Главы Чувашской Республики перед избравшим его народом за его мирную и спокойную жизнь, за его благополучие.

Штандарт Главы Чувашской Республики изготавливается в четырёх экземплярах:
1. Базовый (дворцовый), который находится постоянно в служебном (рабочем) кабинете Главы в резиденции Главы Чувашской Республики в столице Чувашской Республики;
2. Дубликат Штандарта (представительский), который устанавливается в кабинете Главы в здании Полномочного представительства Чувашской Республики при Президенте Российской Федерации в Москве во время пребывания там Главы Чувашской Республики;
3. Дубликат Штандарта (публичный), который поднимается перед резиденцией Главы Чувашской Республики Чебоксарах в дни нахождения Главы на рабочем месте и в пределах республики;
4. Уменьшенный дубликат (транспортный), который устанавливается на переднем правом крыле транспортного автомобиля Главы Чувашской Республики во время его выездов.

### Базовый
Базовый Штандарт Главы Чувашской Республики представляет собой шелковое полотнище жёлтого цвета, окаймлённое с четырёх сторон пурпуровыми краями с каймой с соотношением 150 х 150 см. В центре полотнища располагаются вышитые пурпуровые изображения «Древа жизни и трёх солнц». Пурпуровые края полотнища штандарта с трёх сторон окаймлены золотой бахромой.
На древке дворцового и представительского штандартов на расстоянии 3 см ниже окаймляющей бахромы крепятся серебряные хомуты (кольца) с выгравированными фамилией, именем и отчеством Главы Чувашской Республики и датами его пребывания на этом посту.

### Дворцовый дубликат
Крепится к древку, расположенному по вертикальной оси по центру полотнища, при помощи перекладины и шнуров и постоянно находится в развёрнутом положении. Древко заканчивается золотым навершием — объёмно-рельефным изображением эмблемы «Древо жизни», окаймлённым объёмно-рельефным декорированным эллипсом. Перекладина заканчивается симметрично расположенными одинаковыми по рисунку и лепке декоративными объёмно-рельефными элементами и золотыми витыми шнурами с кистями: она представляет собой позолоченую трубку диаметром 15 мм, по длине равную ширине полотнища, вмещающую ширину шнуров с кистями (длина шнуров с кистями равна размерам полотнища) и состоящую из декоративных элементов завершения перекладины.

### Представительский и публичный (народный) дубликаты
Абсолютно идентичны дворцовому экземпляру как по тканям, так и по цвету и рисунку. Крепятся к древку как знамя (флаг) — левой стороной полотнища при помощи шлевок (тесемок) или вшитого сквозного кармана.

### Транспортный дубликат
Выполняется с размером 30х30 см, сохраняя при этом точность рисунка базового экземпляра как в полотнище, так и в навершии.